# 엔셀라두스
엔셀라두스(영어: Enceladus) 혹은 토성 II는 토성의 위성 중 6번째로 큰 위성으로 1789년 윌리엄 허셜이 발견하였다. 1980년대에 보이저 1호와 보이저 2호가 엔셀라두스를 접근 통과하기 전까지는 엔셀라두스에 대한 정보가 거의 없다시피 했으며, 보이저 탐사선이 측정한 엔셀라두스의 지름은 약 500km로, 토성의 제일 큰 위성인 타이탄의 1/10 크기에 불과하지만, 엔셀라두스의 표면은 거의 모든 태양빛을 반사하기 때문에 매우 밝게 보인다. 엔셀라두스의 표면은 대부분 깨끗하고 맑은 얼음으로 덮혀 있으며, 정오에야 -198 °C에 도달한다. 또한 엔셀라두스는 매우 작은데도 불구하고 오래된 충돌구가 존재하며 1억년 전의 지각 변동으로 인해 생겨난 비교적 젊은 지형도 존재한다.

## 발견과 작명

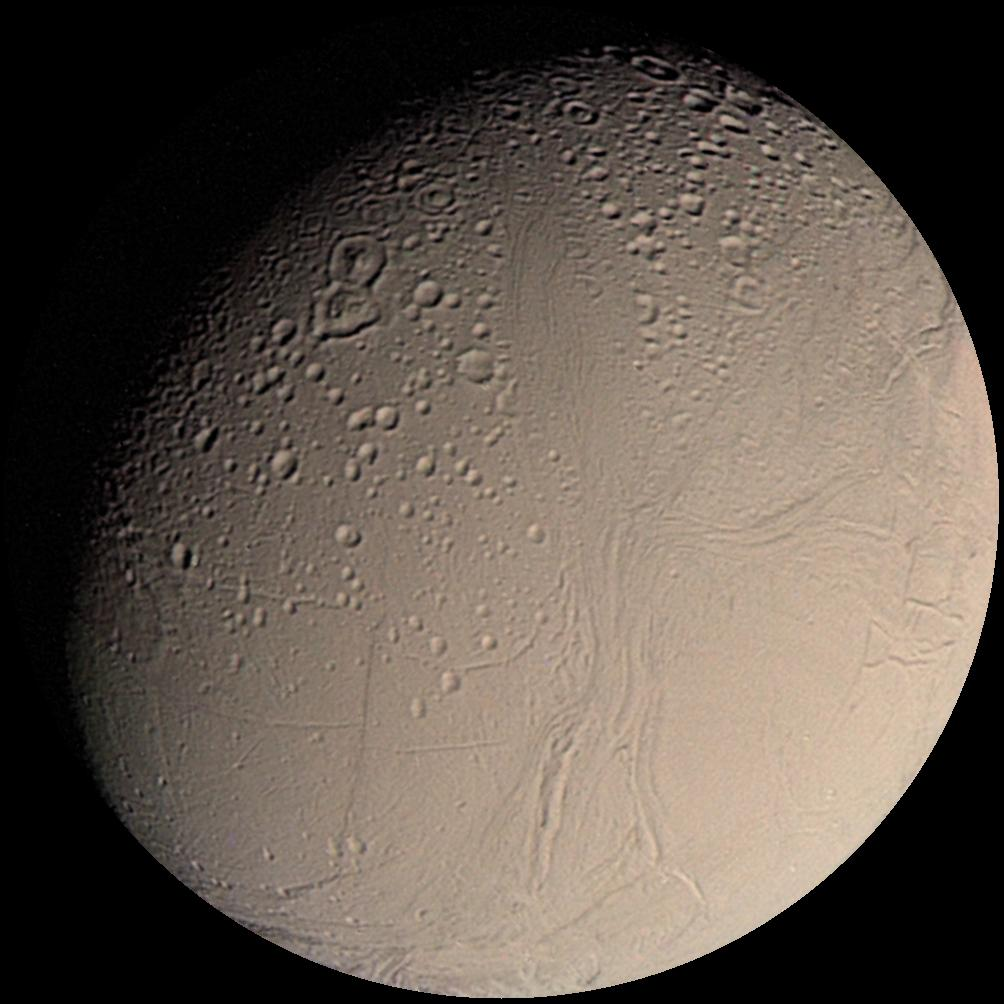
1982년에 보이저 2호에 의해 촬영된 엔셀라두스의 모습

엔셀라두스는 1789년 8월 28일에 그때 당시 가장 컸던 47인치 망원경을 통해 윌리엄 허셜이 발견했으며, 겉보기 등급이 11.7로 어두운편에 속하고 훨씬 밝던 토성의 고리의 빛에 가려져 지구에서는 웬만한 망원경으로는 관측이 힘들었다. 대부분의 토성의 위성들은 우주 개발 시대가 오기 전에 발견됐는데, 그중에서 엔셀라두스는 토성의 춘분기에 발견된 첫 번째 위성이였다. 그 시기에는 토성의 고리가 보이지 않아서 토성의 고리에 의해 위성들이 가려지지 않아 관측하기가 훨씬 쉬웠기 때문이다. 이후 보이저 임무가 실행되면서 보이저 탐사선이 엔셀라두스를 방문했고 더 이상 엔셀라두스는 허셜이 발견한 밝은 점이 아니게 되었다. 그 전에는 오직 궤도의 특성과 질량, 밀도, 알베도만 알고 있었기에 보이저 호의 방문의 의미가 더욱 부각되었다.
엔셀라두스의 이름은 그리스 신화에 등장하는 거인인 '엔켈라두스' 혹은 '엔켈라도스'에서 따왔다. 엔셀라두스라는 이름은 최초 발견자인 윌리엄 허셜의 아들인 존 허셜이 1847년에 지었으며, 이유는 토성의 영문명인 (Saturn)이 로마 신화의 사투르누스에서 따온 이름이고 사투르누스는 그리스 신화의 크로노스와 동일시되었으며 크로노스는 티탄족의 지도자였기 때문이다. 엔셀라두스는 그 거인족들 중 한명이였다.

## 탐사
카시니 탐사선은 2005년부터 여러번 엔셀라두스를 접근 통과하면서 표면의 세부적인 부분까지 탐사하기 시작했는데, 엔셀라두스의 남극 지방에서 물이 주성분인 물질이 뿜어져 나오는 부분을 발견했고, 남극 근처의 활화산에선 수증기와 나트륨 화합물, 얼음 결정을 포함한 고체 물질을 우주 공간으로 내뿜는 간헐천도 발견했다. 이 간헐천에서는 초당 200kg의 물질이 분사되고 있었으며, 비슷한 부류의 간헐천이 100개가 넘는 것으로 확인되었다. 그중에서 몇몇의 수증기들은 일종의 "눈" 상태로 우주 공간으로 사출되어 토성의 E 고리에 얼음 결정을 공급하고 있었음이 확인되었다. 또한 나사는 엔셀라두스의 물기둥이 혜성의 화학적인 구조와 비슷하다고 밝혔으며, 2014년에는 카시니 탐사선이 엔셀라두스의 표면 아래에 수심 10km의 바다가 존재할 가능성을 포착했다.
간헐천들을 지속해서 관찰한 결과, 엔셀라두스의 내부열이 새어나오고 있다는 사실을 발견했고 남극 지방에 충돌구가 얼마 없는 것으로 보아서 오늘날까지도 지질학적으로 살아있는 천체임이 증명되었다. 또한 엔셀라두스는 다른 가스 행성들의 위성처럼 궤도 공명을 하고 있다. 특히 디오네와의 궤도 공명의 영향으로 궤도가 틀어졌고, 조석력의 영향으로 내부가 휘저어져 조석열이 발생했으며 이는 아직까지도 엔셀라두스가 지질학적으로 살아있음을 증명하는 증거이다.
엔셀라두스는 목성의 이오와 해왕성의 트리톤 다음으로 물질이 내부에서 뿜어져 나오는 현상이 관측된 세 번째 위성으로 기록되었다. 또한 엔셀라두스의 지하에 바다가 존재할 가능성이 확인됨으로써 엔셀라두스는 우주생물학 연구에 있어 중요한 천체가 될 가능성이 있다.
2015년 3월 12일, 미국과 일본 등의 공동 연구진이 엔셀라두스에서 뜨거운 온천이 발견됐다는 사실을 밝혀냈다. (있을 것으로 생각하고 있다.) 연구진에 따르면 이 위성에서 이산화규소 입자가 발견됐는데, 이산화규소는 섭씨 90도 이상 뜨거운 물에서 만들어지는 입자라는 것이다. 연구진은 이로써 "이 위성에 열이 존재하고, 얼음층 아래에 해저 온천이 있다"는 결론을 얻었다.

## 궤도
엔셀라두스는 토성의 안쪽 궤도를 돌고 있고, 거리순으로 따지면 토성에서 14번째로 떨어진 위성이며, 궤도는 토성의 E 고리에 위치한다.
엔셀라두스의 궤도는 미마스의 궤도와 테티스의 궤도 사이에 위치해 있으며 토성의 중심에서는 238,000km 떨어져 있고, 대기 상층부에서는 180,000km 떨어져 있다.
32.9 시간에 한번씩 토성을 공전하고 있고 디오네와 2:1의 궤도 공명을 하고 있다. 이 궤도 공명을 통해 엔셀라두스의 궤도 이심률이 생겨났고, 이는 외부적인 요인에 의한 궤도 이심률의 사례 중 하나이다. 또한 궤도 공명이 조석력을 발생시켜 내부에서 열이 발생했으며 이는 지금까지도 엔셀라두스가 지질학적으로 살아있다는 중요한 증거로 취급되고 있다.
대부분의 가스 행성들의 위성들이 그렇듯이, 엔셀라두스도 토성을 항해 조석 고정되어 있다. 공전 주기와 자전 주기가 동기화되어있기 때문에 영원히 토성을 항해 한쪽 면만을 보인다. 하지만 달과는 다르게 자전축의 기울기 탓에 칭동이 나타나지 않는다.

### 토성의 E 고리와의 관계
엔셀라두스에서 분출되는 물질들은 토성의 E 고리의 근원으로 보여지고 있다. E 고리는 토성의 고리 중에서 가장 넓고, 가장 바깥쪽에 있는 고리이며 대부분 먼지나 미세한 얼음 입자로 구성되어 있다. E 고리는 미마스와 테티스의 궤도 사이에 위치하고 있으며, 이는 엔셀라두스의 궤도와 일치한다.
여러 수학적인 계산을 통해 토성의 E 고리는 불안정해서 1만년에서 1백만년 이내에 사라질 것으로 밝혀졌다. 따라서 E 고리가 존재하려면 입자들이 외부적인 요인에 의해 지속적으로 공급되어야 한다는 결론이 나왔다. 엔셀라두스의 궤도는 E 고리의 내부에서도, 좁지만 밀도가 높은 부분에 위치하고 있는데, 1980년대부터 시작된 지속적인 관측을 통해 엔셀라두스가 E 고리에 물질을 공급하는 근원이라고 추측하고 있다. 2005년에 카시니 탐사선의 엔셀라두스에 여러번 접근함에 따라 이 가설은 더욱 신뢰성이 높아지고 있다.

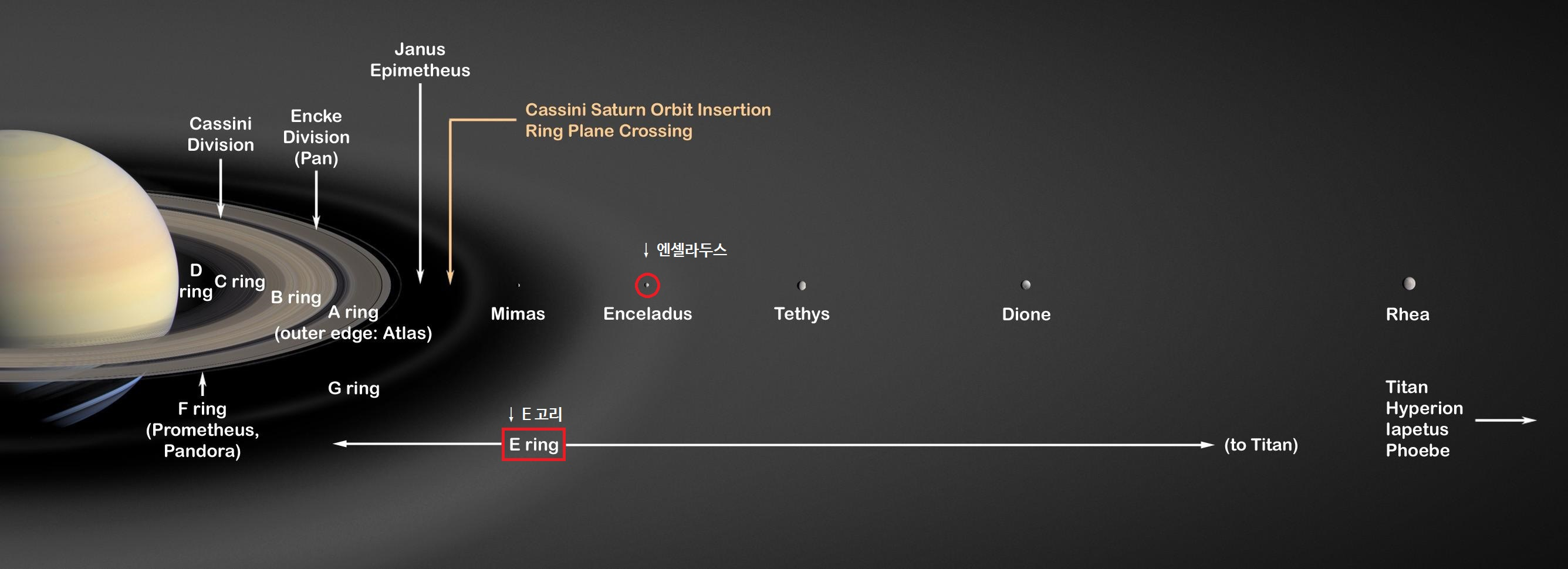
측면에서 토성의 위성들을 바라본 모습, 엔셀라두스와 E 고리는 붉은색으로 표시가 되어있다

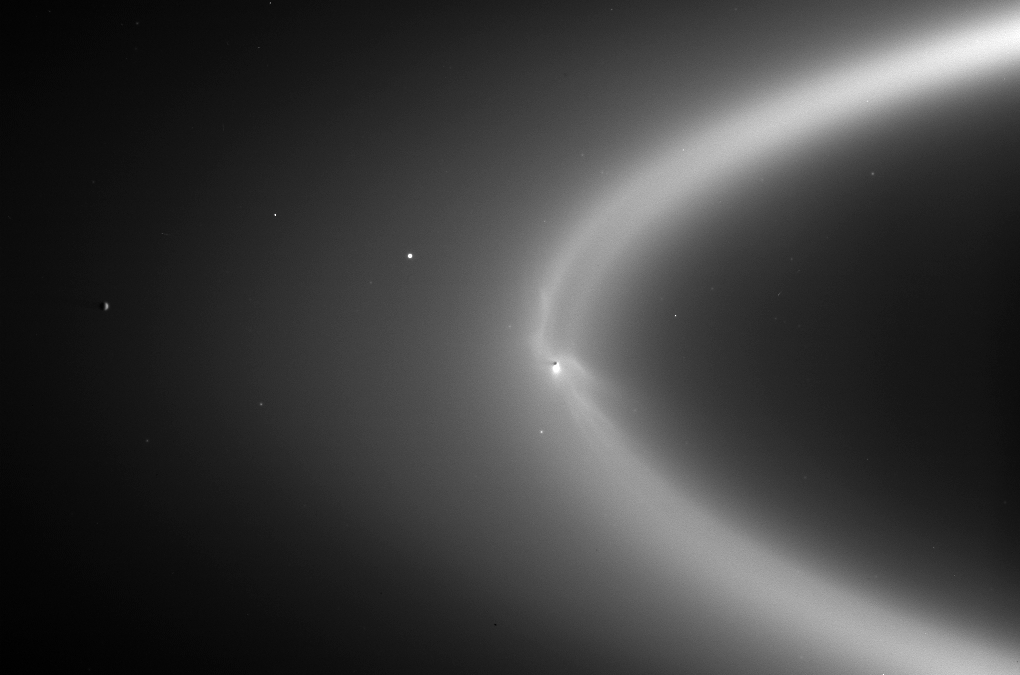
엔셀라두스의 궤도는 토성의 E 고리에 있다
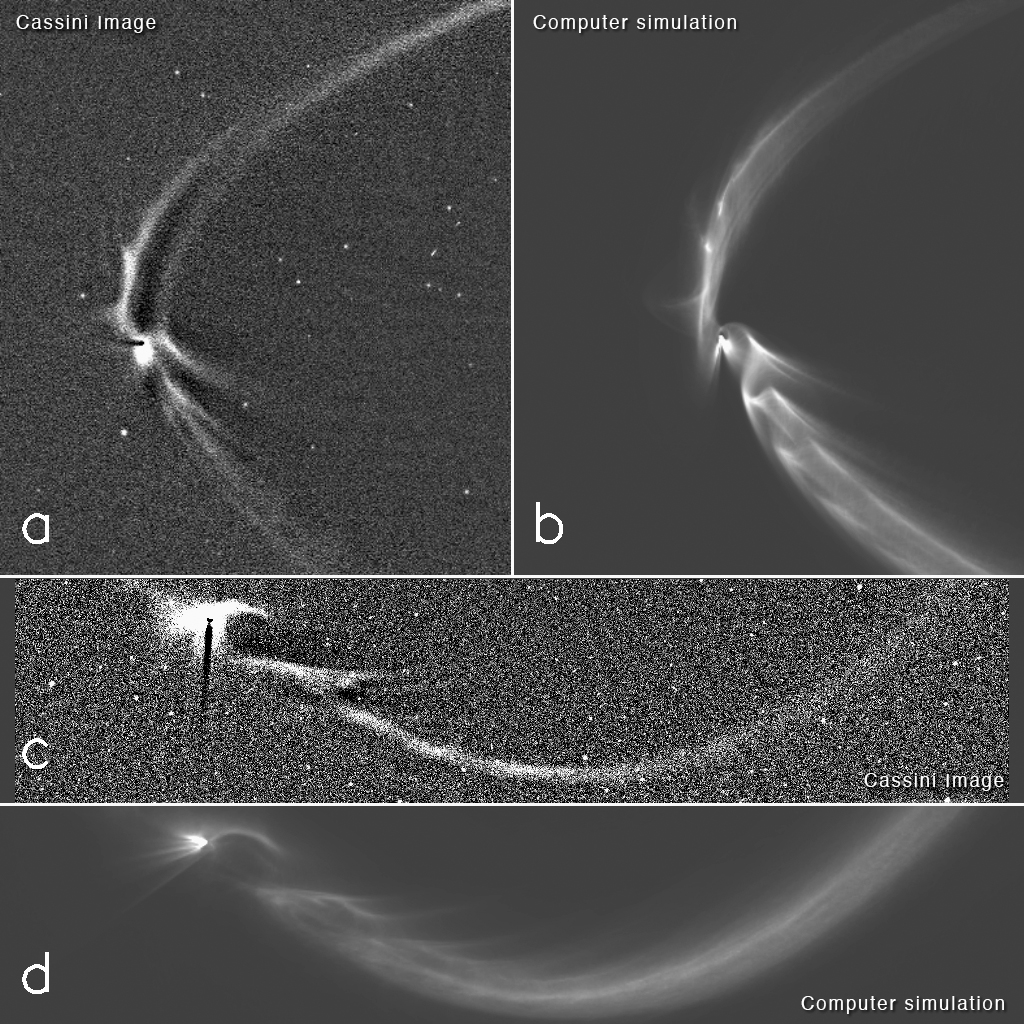
엔셀라두스에서 뿜어져 나오는 물질이 E고리로 공급되는 모습, A와 C는 카시니 탐사선이 촬영한 것이고, B와 D는 컴퓨터 시뮬레이션이다
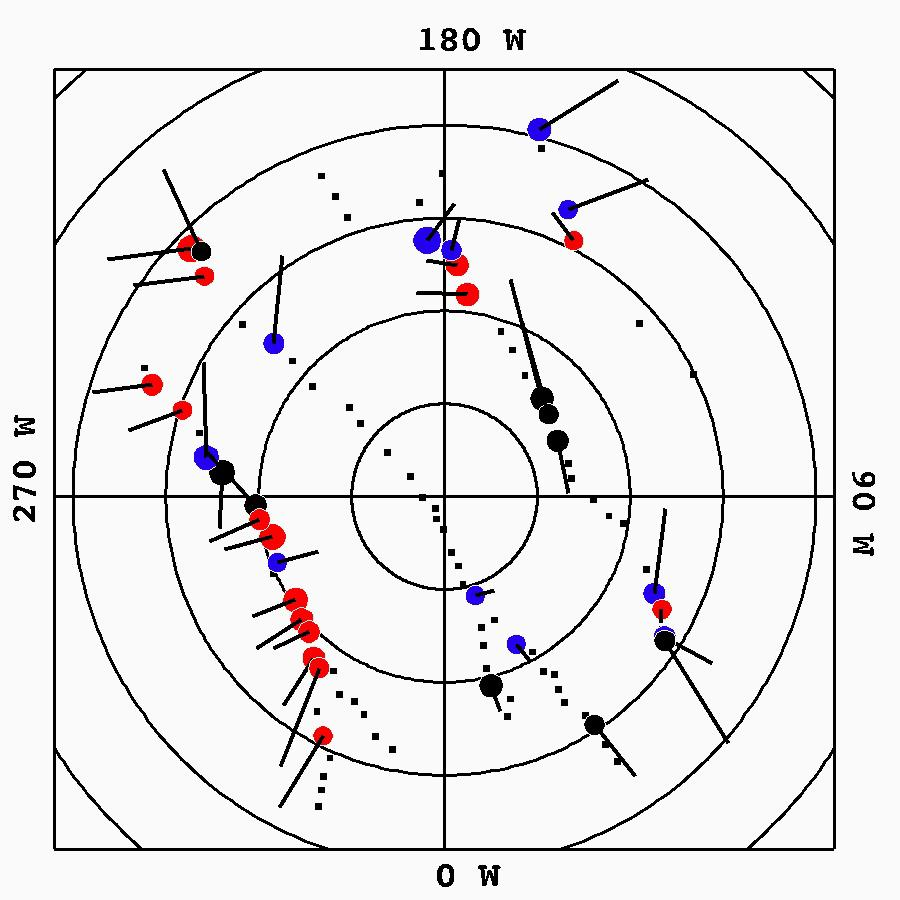
엔셀라두스의 남극에서 가장 활발하게 활동하는 간헐천을 표시한 것이다

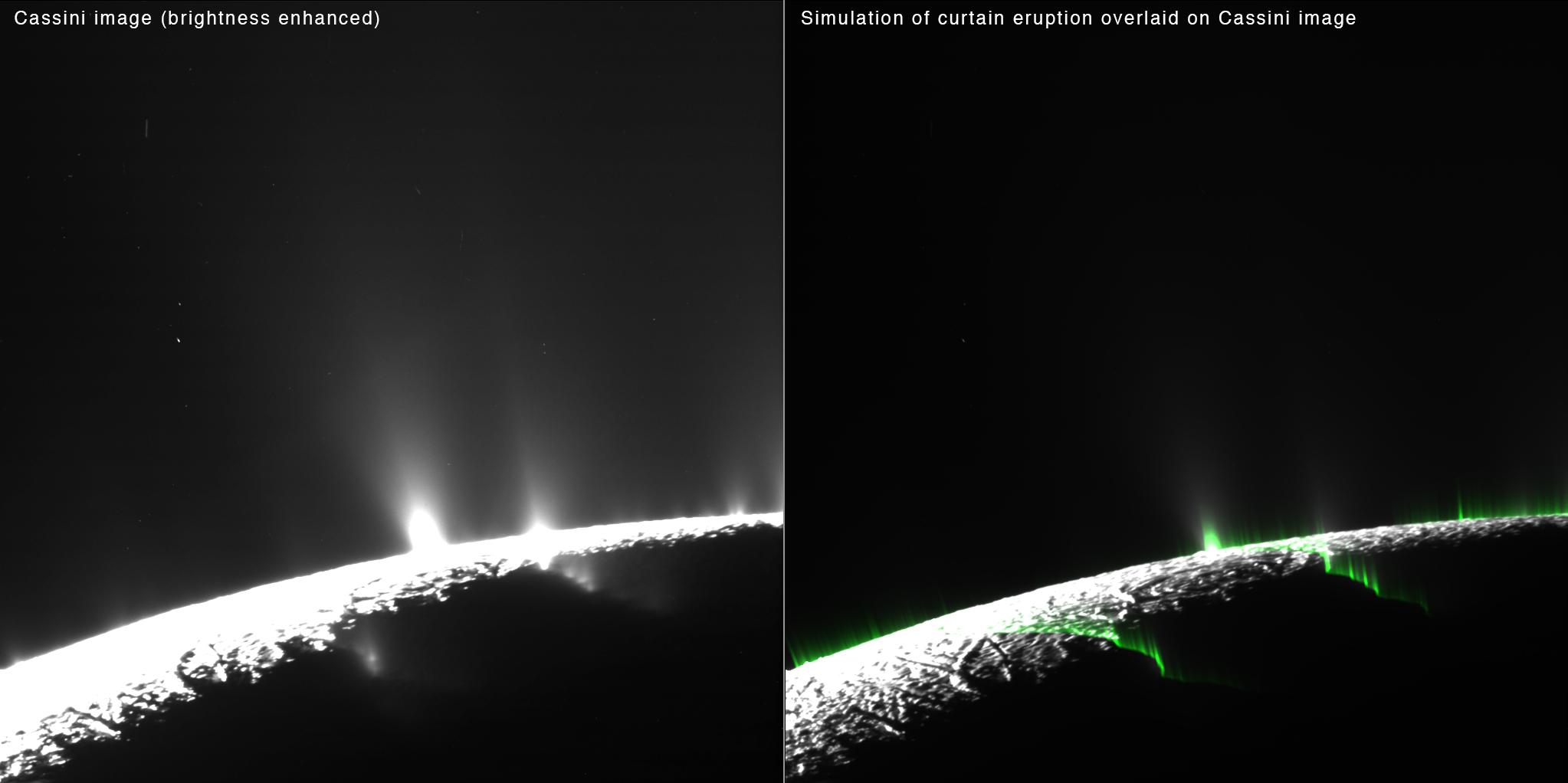
엔셀라두스의 표면에서 수증기가 뿜어져 나오는 모습
(video animation)

## 물리적 특성
엔셀라두스는 상대적으로 작은 위성이며, 암석과 얼음이 주성분이다. 카시니 탐사선에 의하면 엔셀라두스는 구형이 아닌 타원체로, 지름은 500 km 내외이다. 이는 지구의 위성인 달의 7분의 1밖에 되지 않는 수치이다.
토성의 위성 중에서 6번째로 크기와 질량이 크다. 크기와 질량은 타이탄 (5,150 km), 레아 (1,530 km), 이아페투스 (1,440 km), 테티스 (1,050 km) 순이다.

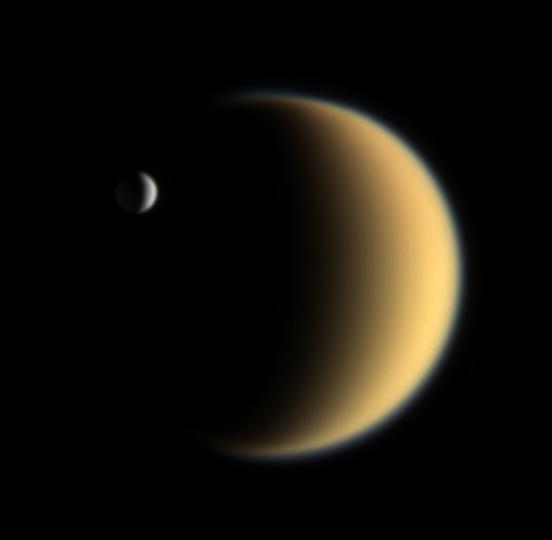
타이탄과 엔셀라두스를 합성한 사진
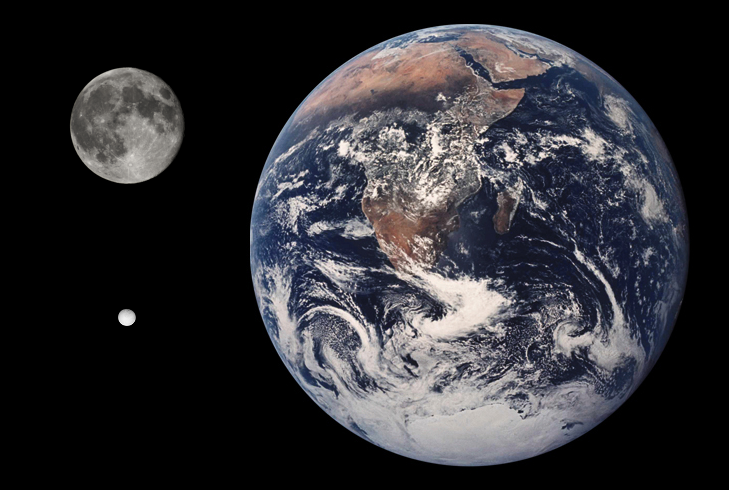
지구, 달, 엔셀라두스의 크기 비교
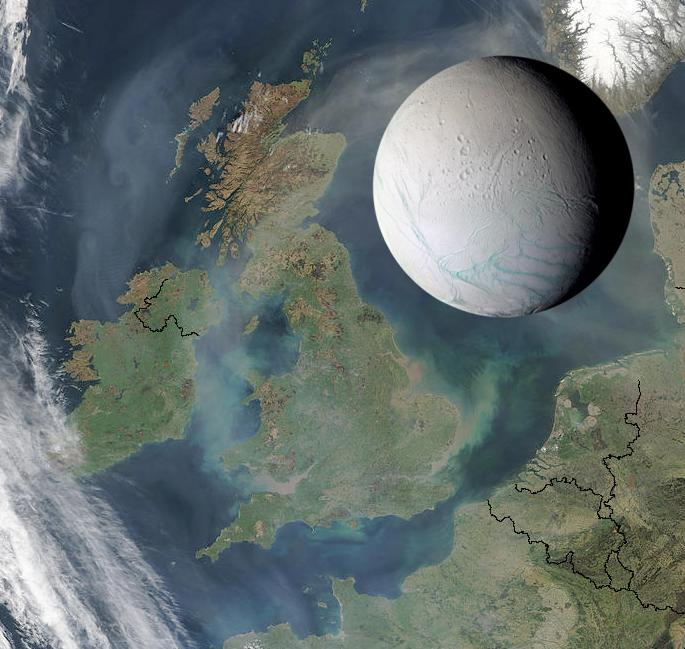
엔셀라두스는 영국 스코틀랜드의 크기와 비슷하다

### 대기
카시니 탐사선이 엔셀라두스를 처음 접근통과할 당시 분석한 대기는 대부분 활화산의 활동을 통한 화산재나 간헐천에서 뿜어져 나오는 물질이 대부분이였다.
대기 조성은 91%가 수증기, 4%가 질소, 3.2%가 이산화탄소, 1.7%는 메탄으로 되어 있다.

### 내부 구조

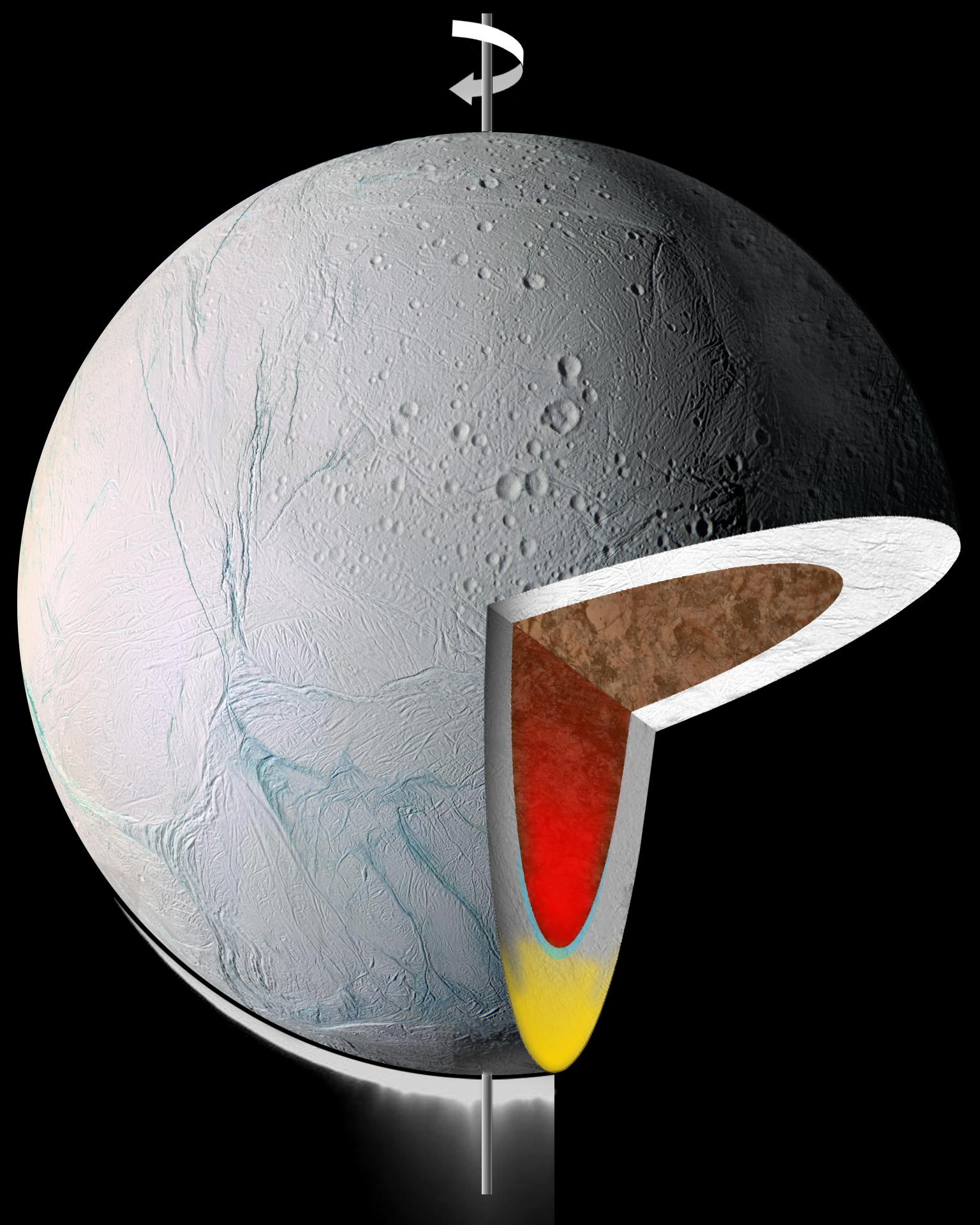
엔셀라두스의 내부 구조
갈색은 규산염 성분의 핵이고 흰색은 얼음 맨틀, 남극 부분의 붉은색과 노란색은 각각 핵과 맨틀이다

카시니 탐사선이 엔셀라두스를 방문하기 전까지는 내부 구조에 대한 정보는 상대적으로 적었다. 하지만 카시니 탐사선의 지속적인 접근 통과를 통한 탐사가 진행되면서 현재는 정확한 내부 구조를 형상화 할 수 있게 되었다. 더불어 고화질의 표면 관측 정보는 질량과 형태에 대한 더 정확한 정보를 얻을 수 있었다. 보이저 탐사선이 엔셀라두스를 탐사하면서 산출된 질량을 통해 엔셀라두스는 대부분이 얼음이라고 추측됐지만, 중력의 영향에 기반을 두고 탐사한 카시니 탐사선이 내놓은 결과에 따르면 추측값보다 훨씬 높은 값이 나왔다. 엔셀라두스의 밀도는 1.61g/cm3 인데, 이는 비슷한 크기의 얼음 위성들에 비해 상대적으로 큰 값이였다. 때문에 엔셀라두스의 일부는 규산염과 철이 포함되어 있는 것으로 추측하고 있다.

## 같이 보기
- 위성 목록